# Werner Krien
Werner Krien (* 7. März 1912 in Berlin; † 6. März 1975 Berlin) war etwa von 1931 bis 1965 in ca. 70 meist deutschen Spielfilmen als Kameramann und Kameraassistent tätig.

## Leben
Krien erlernte das Filmen bei seinem Vater Paul Krien und arbeitete dann in einem Kopierwerk. Bei der Terra Film wirkte er als Schnittmeister und Regieassistent. 1930 wurde er Kameraassistent bei Werner Brandes. Nach mehreren Kurzfilmen etablierte er sich 1938 mit dem französischen, in Berlin gedrehten Film Der merkwürdige Monsieur Victor als Chefkameramann. Krien wurde bald einer der gefragtesten deutschen Kameramänner und drehte unter anderem die beiden bedeutenden Hans-Albers-Farbfilme Münchhausen und Große Freiheit Nr. 7.
Nach Kriegsende arbeitete er zunächst für die DEFA, dann nur noch für bundesdeutsche und West-Berliner Unternehmen. Er wurde in den 1950er Jahren besonders bei repräsentativen Produktionen mit apolitisch-restaurativer Grundhaltung eingesetzt, wiederholt mit Wolfgang Liebeneiner als Regisseur und Ruth Leuwerik als Hauptdarstellerin.
Er lebte in Berlin-Zehlendorf, war verheiratet und hatte eine Tochter, die 1952 geboren wurde. 1961 zog er sich aus gesundheitlichen Gründen von der Kameraarbeit zurück, gründete ein Werbefilmunternehmen und stellte Industriefilme her.

## Filmografie
- 1931: Wunder der Tierwelt im Wasser
- 1935: Schwarze Rosen
- 1937: Bojarenhochzeit
- 1937: Der Clown
- 1937: Oh, diese Ehemänner
- 1937: Gänseknöchlein
- 1937: Bluff
- 1937: Das Quartett
- 1937: Die perfekte Sekretärin
- 1937: Die Wiener Modell
- 1938: Der merkwürdige Monsieur Victor (L' étrange Monsieur Victor)
- 1938: Ein Mädchen geht an Land
- 1938: Dreiklang
- 1938: Frauen für Golden Hill
- 1939: Kennwort Machin
- 1939: Zwölf Minuten nach zwölf
- 1939: Umwege zum Glück
- 1939: Drei Unteroffiziere
- 1941: … reitet für Deutschland
- 1941: Illusion
- 1941: Annelie
- 1941: Über alles in der Welt
- 1943: Münchhausen
- 1944: Eine Frau für drei Tage
- 1944: Große Freiheit Nr. 7
- 1945: Via Mala
- 1945: Wir beide liebten Katharina
- 1946: Einheit SPD-KPD
- 1946: Irgendwo in Berlin
- 1947: … und über uns der Himmel
- 1948: Morituri
- 1949: Tromba
- 1949: Der Ruf
- 1949: Der große Mandarin
- 1949: Mordprozess Dr. Jordan
- 1949: Krach im Hinterhaus
- 1950: Kein Engel ist so rein
- 1950: Geliebter Lügner
- 1950: Epilog – Das Geheimnis der Orplid
- 1951: Unsterbliche Geliebte
- 1951: Frühlingsromanze
- 1951: Hanna Amon
- 1951: Das Haus in Montevideo
- 1951: Die Alm an der Grenze
- 1952: Türme des Schweigens
- 1953: Ave Maria
- 1953: Die blaue Stunde
- 1953: Königliche Hoheit
- 1953: Man nennt es Liebe
- 1954: Ihre große Prüfung
- 1954: Der letzte Sommer
- 1954: Bildnis einer Unbekannten
- 1954: Regina Amstetten
- 1955: Rosen im Herbst
- 1955: Eine Frau genügt nicht?
- 1955: Ein Mann vergißt die Liebe
- 1956: Bonjour Kathrin
- 1956: Studentin Helene Willfüer
- 1956: Friederike von Barring
- 1956: Die goldene Brücke
- 1956: Die Trapp-Familie
- 1956: Salzburger Geschichten
- 1957: Immer wenn der Tag beginnt
- 1957: Auf Wiedersehen, Franziska!
- 1957: Königin Luise
- 1958: Mädchen in Uniform
- 1958: Eine Frau, die weiß, was sie will
- 1958: Die Trapp-Familie in Amerika
- 1959: Marili
- 1959: Die ideale Frau
- 1960: Heldinnen
- 1960: Bomben auf Monte Carlo
- 1962: Julia, du bist zauberhaft
- 1965: La Bohème